# Vase de Skarpsalling
Le vase de Skarpsalling est un vase de terre cuite vieux de plus de 3200 ans. On l'a retrouvé dans une tombe à couloir de Skarp Salling dans la prairie d’Oudrup Hede, à 18 km au nord-ouest d’Aars dans le Himmerland au Danemark. L’ornementation et la perfection technique de ce récipient en font « la plus belle céramique de l'âge de pierre du nord des Alpes. » Hormis un léger éclat il nous est parvenu pratiquement intact.

## Interprétation
Ce vase a une hauteur de 19,5 cm. Sa forme et son ornementation permettent de le rattacher à la phase dite de Troldeberg, qui marque le début de l'ère des mégalithes de la Culture des vases à entonnoir. La décoration orientée horizontalement comporte une frise alternant motifs verticaux, surmontant une large surface hachurée. Le motif principal est fait de bandes verticales larges, dépouillées mais bien nettes, épousant parfaitement les méridiennes. L'ornementation a été réalisée avec la pointe d'une coque et d'un osselet d'oiseau. Deux grandes agrafes horizontales permettaient d'accrocher ce vase.
On a retrouvé ce vase au cours de l'été 1891 (c'est-à-dire la même année que le chaudron de Gundestrup) dans une prairie de 32 ha. Il a rejoint dès 1892 les collections du Musée national du Danemark. Le pays au sud et au sud-est de Løgstør est l'un des plus riches en tombes à couloir du Danemark. Presque toutes ont disparu avec le tracé des routes puis l'arrivée du chemin de fer, entre la fin du XVIIIe et le début du XIXe siècle.
En 1935, on a dégagé un tumulus au milieu des sapins. Il était à l'origine long de 25 m et haut de 3 à 4 mètres. Il comportait à l'une de ses extrémités une fosse profonde de 5 à 6 mètres, qui a pu être identifiée comme la trace d'un hypogée à couloir de 5 m de longueur.
Depuis 2009 le vase illustre les billets de 50 couronnes danoises.

## Voir également
- (de) Cet article est partiellement ou en totalité issu de l’article de Wikipédia en allemand intitulé « Skarpsalling_Karret » (voir la liste des auteurs).
- (da) « Skarpsalling Karret », sur über das Keramikgefäß (consulté le 11 décembre 2014)
- (da) « Description du vase de Skarpsalling », sur Musée national du Danemark (consulté le 11 décembre 2014)